# Долгенькое (Купянский район)
Долгенькое (укр. Довгеньке) — село в Ольховатской сельской общине Купянского района Харьковской области Украины.
Код КОАТУУ — 6321484007. Население по переписи 2001 г. составляет 103 (51/52 м/ж) человека.

## Географическое положение
Село Долгенькое примыкает к селу Зарубинка, на расстоянии в 1 км находится село Ольховатка.
Возле села несколько небольших лесных массивов: урочище Ольховатенькое, Круглое, Долгенькое, Комары (дуб).
По селу протекает несколько пересыхающих ручьев с запрудами.

## История
- 1799 — дата основания.
- До 17 июля 2020 года село входило в Ольховатский сельский совет, Великобурлукский район, Харьковская область.